# Marcq-en-Barœul
Marcq-en-Barœul là một xã trong vùng Hauts-de-France, thuộc tỉnh Nord, quận (arrondissement) Lille, tổng Marcq-en-Barœul. Tọa độ địa lý của xã là 50° 40' vĩ độ bắc, 03° 05' kinh độ đông. Marcq-en-Barœul nằm trên độ cao trung bình là 21 mét trên mực nước biển, có điểm thấp nhất là 16 mét và điểm cao nhất là 51 mét. Xã có diện tích 14,04 km², dân số vào thời điểm 1999 là 37.679 người; mật độ dân số là 2684 người/km².

## Thông tin nhân khẩu
| 1962   | 1968   | 1975   | 1982   | 1990   | 1999   |
| ------ | ------ | ------ | ------ | ------ | ------ |
| 29 234 | 35 136 | 36 126 | 35 278 | 36 601 | 37 177 |